# Воздвиженский (Новосибирская область)
Воздви́женский — посёлок в Чулымском районе Новосибирской области. Административный центр Воздвиженского сельсовета.

## География
Площадь посёлка — 131 гектар.

## Население
| 1926 | 2002 | 2007 | 2010 |
| ---- | ---- | ---- | ---- |
| 891  | ↘727 | ↗764 | ↘680 |

## Инфраструктура
В посёлке по данным на 2007 год функционируют 1 учреждение здравоохранения и 2 учреждения образования.

## Известные уроженцы
- Бирюля, Николай Афанасьевич (род. 1938) — советский и российский театральный деятель[6][7][8].